# Tofa
Tofa é uma cidade e área de governo local da Nigéria situada no estado de Cano. Compreende um área de 202 quilômetros quadrados e segundo censo de 2006 havia 97 734 habitantes.